# Evince
Evince is een vrij computerprogramma voor de GNOME-desktopomgeving voor het bekijken van pdf-, PostScript-, DjVu-, TIFF- en DVI-bestanden. Het is ontwikkeld om verscheidene programma's te combineren in een enkel programma voor het bekijken van documenten. Evince is beschikbaar onder de GNU General Public License (GPL).

## Geschiedenis
De ontwikkeling van Evince begon in december 2004 als een fork van Gpdf, omdat veel ontwikkelaars Gpdf als onbeheerbaar bestempelden. De ontwikkeling ging dermate snel dat Evince in september 2005 al onderdeel werd van de halfjaarlijkse releasecycle van GNOME en dat zowel Gpdf en GGV niet meer werden onderhouden.

## Mogelijkheden
Enkele mogelijkheden van Evince zijn:
- zoeken in het geopende document;
- het tonen van verkleinde versies van pagina's;
- tonen van index (voor bestandsformaten met een index) voor navigatie naar een gedeelte;
- tonen van twee pagina's tegelijk;
- selectie van tekst in pdf;
- openen van verscheidene bestandsformaten[3]

Evince maakt gebruik van poppler voor het weergeven van pdf-bestanden en van Ghostscript voor PostScript-bestanden.